# Czechosłowackie odznaczenia
| Baretka    | Nazwa                                                                           |
| Ordery     | Ordery                                                                          |
| ---------- | ------------------------------------------------------------------------------- |
|            | Order Sokoła ze srebrną gwiazdką – ČSR                                          |
|            | Order Sokoła – ČSR                                                              |
|            | Order Lwa Białego I Klasy (1922–1961) – ČSR                                     |
|            | Order Lwa Białego II Klasy (1922–1961) – ČSR                                    |
|            | Order Lwa Białego III Klasy (1922–1961) – ČSR                                   |
|            | Order Lwa Białego IV Klasy (1922–1961) – ČSR                                    |
|            | Order Lwa Białego V Klasy (1922–1961) – ČSR                                     |
|            | Medal Złoty Orderu Lwa Białego (1922–1961) – ČSR                                |
|            | Medal Srebrny Orderu Lwa Białego (1922–1961) – ČSR                              |
|            | Order Lwa Białego I Klasy (1961–1990) – CSRS                                    |
|            | Order Lwa Białego II Klasy (1961–1990) – CSRS                                   |
|            | Order Lwa Białego III Klasy (1961–1990) – CSRS                                  |
|            | Order Lwa Białego I Klasy (1990–1992) – CSRF                                    |
|            | Order Lwa Białego II Klasy (1990–1992) – CSRF                                   |
|            | Order Lwa Białego III Klasy (1990–1992) – CSRF                                  |
|            | Order Lwa Białego IV Klasy (1990–1992) – CSRF                                   |
|            | Order Lwa Białego V Klasy (1990–1992) – CSRF                                    |
|            | Order Wojskowy Lwa Białego „Za zwycięstwo” I Klasy                              |
|            | Order Wojskowy Lwa Białego „Za zwycięstwo” II Klasy                             |
|            | Order Wojskowy Lwa Białego „Za zwycięstwo” III Klasy                            |
|            | Order Wojskowy Lwa Białego „Za zwycięstwo” IV Klasy                             |
|            | Order Wojskowy Lwa Białego „Za zwycięstwo” V Klasy                              |
|            | Order Jana Žižky z Trocnova I Stopnia – ČSR                                     |
|            | Order Jana Žižky z Trocnova II Stopnia – ČSR                                    |
|            | Order Jana Žižky z Trocnova III Stopnia – ČSR                                   |
|            | Order Tomáša Garrigue Masaryka I Klasy (1990–1992) – CSRF                       |
|            | Order Tomáša Garrigue Masaryka II Klasy (1990–1992) – CSRF                      |
|            | Order Tomáša Garrigue Masaryka III Klasy (1990–1992) – CSRF                     |
|            | Order Tomáša Garrigue Masaryka IV Klasy (1990–1992) – CSRF                      |
|            | Order Tomáša Garrigue Masaryka V Klasy (1990–1992) – CSRF                       |
|            | Order Milana Rastislava Štefánika I Klasy – CSRF                                |
|            | Order Milana Rastislava Štefánika II Klasy – CSRF                               |
|            | Order Milana Rastislava Štefánika III Klasy – CSRF                              |
|            | Order Milana Rastislava Štefánika IV Klasy – CSRF                               |
|            | Order Milana Rastislava Štefánika V Klasy – CSRF                                |
|            | Order Słowackiego Powstania Narodowego I Klasy – ČSR                            |
|            | Order Słowackiego Powstania Narodowego II Klasy – ČSR                           |
|            | Order Słowackiego Powstania Narodowego III Klasy – ČSR                          |
|            | Order Wojskowy „Za Wolność” – Złota Gwiazda – ČSR                               |
|            | Order Wojskowy „Za Wolność” – Srebrny Medal – ČSR                               |
|            | Order Wojskowy „Za Wolność” – Brązowy Medal – ČSR                               |
|            | Order 25 lutego 1948 I Stopnia – Złota Gwiazda (1949–1989)                      |
|            | Order 25 lutego 1948 II Stopnia – Srebrny Medal (1949–1989)                     |
|            | Order 25 lutego 1948 III Stopnia – Brązowy Medal (1949–1989)                    |
|            | Order Bohatera Pracy Socjalistycznej (1951–1989)                                |
|            | Order Republiki (1951–1977)                                                     |
|            | Order Republiki (1977–1989)                                                     |
|            | Order Pracy (1951–1989)                                                         |
|            | Order Budowy Socjalistycznego Państwa/Order Klementa Gottwalda (1953/1955–1989) |
|            | Order Bohatera Czechosłowackiej Republiki Socjalistycznej (1955–1989)           |
|            | Order Czerwonego Sztandaru (1955–1989)                                          |
|            | Order Czerwonej Gwiazdy (do 1960)                                               |
|            | Order Czerwonej Gwiazdy (1960–1989)                                             |
|            | Order Czerwonego Sztandaru Pracy (1955–1989)                                    |
|            | Order Czerwonej Gwiazdy Pracy (1955–1989)                                       |
|            | Order Przyjaźni (1976–1989)                                                     |
|            | Order Zwycięskiego Lutego (1973–1989)                                           |
| Krzyże     |                                                                                 |
|            | Krzyż Wojenny Czechosłowacki (1914-1918) nadany pięciokrotnie                   |
|            | Krzyż Wojenny Czechosłowacki (1914-1918) nadany czterokrotnie                   |
|            | Krzyż Wojenny Czechosłowacki (1914-1918) nadany trzykrotnie                     |
|            | Krzyż Wojenny Czechosłowacki (1914-1918) nadany dwukrotnie                      |
|            | Krzyż Wojenny Czechosłowacki (1914-1918)                                        |
|            | Krzyż Wojenny Czechosłowacki 1939 nadany czterokrotnie                          |
|            | Krzyż Wojenny Czechosłowacki 1939 nadany trzykrotnie                            |
|            | Krzyż Wojenny Czechosłowacki 1939 nadany dwukrotnie                             |
|            | Krzyż Wojenny Czechosłowacki 1939                                               |
| Medale     |                                                                                 |
| w przygot. | Medal Jana Žižky z Trocnova I Stopnia                                           |
|            | Medal Jana Žižky z Trocnova II Stopnia                                          |
| w przygot. | Medal Jana Žižky z Trocnova III Stopnia                                         |
|            | Medal Rewolucyjny                                                               |
|            | Medal Zwycięstwa                                                                |
|            | Medal za Odwagę w Obliczu Nieprzyjaciela nadany czterokrotnie                   |
|            | Medal za Odwagę w Obliczu Nieprzyjaciela nadany trzykrotnie                     |
|            | Medal za Odwagę w Obliczu Nieprzyjaciela nadany dwukrotnie                      |
|            | Medal za Odwagę w Obliczu Nieprzyjaciela                                        |
|            | Medal Wojskowy Za Zasługi I Stopnia                                             |
|            | Medal Wojskowy Za Zasługi II Stopnia                                            |
|            | Medal Pamiątkowy Wojskowy                                                       |
|            | Medal Janosika                                                                  |
|            | Medal Pamiątkowy Zborowski – ČSR                                                |
|            | Medal Pamiątkowy Sokołowski – ČSR                                               |
|            | Medal Pamiątkowy Bachmaczewski – ČSR                                            |
|            | Medal Za Zasługi dla Obrony Ojczyzny (typ 1.; 1955-1960)                        |
|            | Medal Za Zasługi dla Obrony Ojczyzny (typ 2.; 1960-1990)                        |
|            | Medal za Służbę Ojczyźnie                                                       |
|            | Medal Pamiątkowy Dukielski                                                      |
|            | Medal Pamiątkowy na 20 Rocznicę Słowackiego Powstania Narodowego                |
|            | Medal Pamiątkowy na 20 Rocznicę Wyzwolenia Czechosłowacji                       |
|            | Medal za Ofiarną Pracę dla Socjalizmu                                           |
|            | Medal Pamiątkowy na 40 rocznicę wyzwolenia Czechosłowacji przez Armię Sowiecką  |
|            | Medal "Za Zasługi dla CzAL" I Stopnia                                           |
|            | Medal "Za Zasługi dla CzAL" II Stopnia                                          |
|            | Medal Za Bohaterstwo (1990–1992) – CSRF                                         |
|            | Medal Za Bohaterstwo – wojskowy (1990–1992) – CSRF                              |
|            | Medal Za Zasługi I Stopnia (1990–1992) – CSRF                                   |
|            | Medal Za Zasługi II Stopnia (1990–1992) – CSRF                                  |
|            | Medal Za Zasługi III Stopnia (1990–1992) – CSRF                                 |
|            | Medal Za Zasługi I Stopnia – wojskowy (1990–1992) – CSRF                        |
|            | Medal Za Zasługi II Stopnia – wojskowy (1990–1992) – CSRF                       |
|            | Medal Za Zasługi III Stopnia – wojskowy (1990–1992) – CSRF                      |